# Ataenius lamotteiroyi
Ataenius lamotteiroyi är en skalbaggsart som beskrevs av Bordat 1992. Ataenius lamotteiroyi ingår i släktet Ataenius och familjen Aphodiidae. Inga underarter finns listade.